# 李念慈
李念慈，字屺瞻，号劬庵，陝西涇陽縣人，清朝政治人物。

## 生平
順治十一年甲午科举人，十五年（1658年）戊戌科進士，授河间府推官，再補廉州府，又以裁缺，甫之任而罷。其後改授新城知縣，卒以詿誤去官。吴三桂之乱時，以才能薦往湖廣從軍，遂補竟陵知縣。不數月，復以博學宏辭薦試京師，官至湖廣天門縣知縣。康熙十七年，舉博學鴻儒科，著有《谷口山房集》。

## 家族
明朝南京吏部尚書李世達之後，曾祖父李梓，户部郎中。祖父李惟莊，内阁中书舍人。父李紹胤，字慎閒，卒年七十二。母常氏，继母扈氏。異母弟李慕慈。